# Patrik Sandell

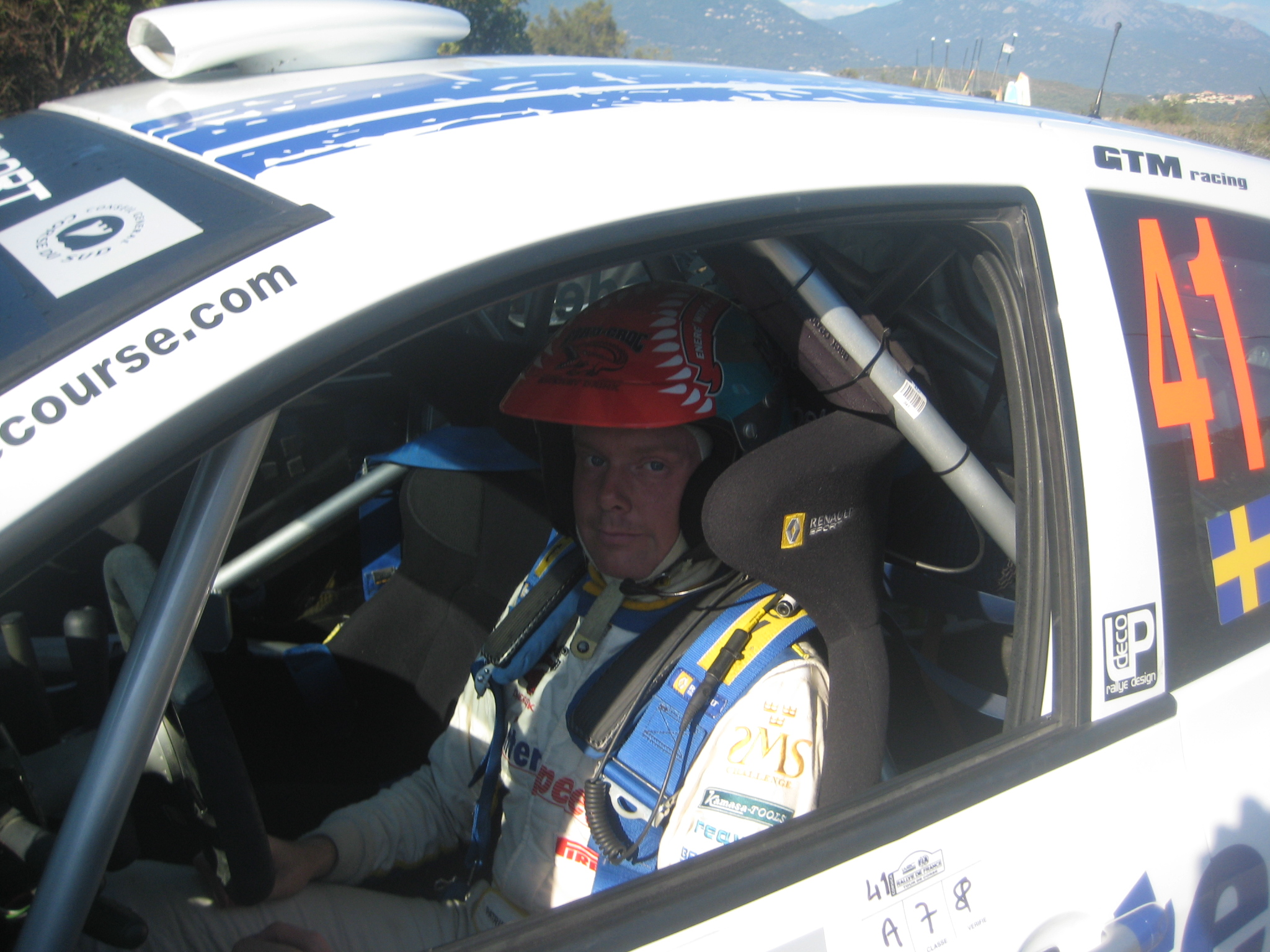
2008-ban a Korzika-ralin

Patrik Sandell (1982. április 21. –) svéd raliversenyző, egyszeres junior ralivilágbajnok. Jelenleg a Red Bull Rallye Team pilótája a rali-világbajnokságon.

## Pályafutása
2005-ben, a Svéd ralin debütált a világbajnokság mezőnyében.
A 2006-os évben benevezett a junior rali-világbajnokságba. A hat versenyen egy alkalommal első, két alkalommal pedig másodikként végzett, ezentúl egy hatodik, egy hetedik és egy tizenegyedik helyet szerzett. Az így gyűjtött harminckét pontjával egy ponttal az észt Urmo Aava előtt végzett és nyerte meg a bajnokságot.
A 2007-es évben Patrik továbbra is a világbajnokság junior osztályában versenyzett. A Finn ralin elért győzelme és a Norvég ralin szerzett második helyezése azonban kevés volt a bajnoki címhez, melyet honfitársa, Per-Gunnar Andersson nyert meg.
2008-ban lehetősége nyílt benevezni mind a junior, mind az N csoportos világbajnokságba. Előbbin Renault Clio-val, még utóbbin egy Peugeot 207 S2000-es versenyautóval vett részt. Junior mezőnyben a bajnokság hetedik, az N csoportban pedig a negyedik helyen zárt.
A 2009-es szezonban a Red Bull szponzorációs lehetőségeit kihasználva egy Skoda Fabia S2000-es versenyautóval vesz részt a világbajnokságon. Hat futam elteltével kategóriája harmadik helyén áll.